# Jerzy Sandera
Jerzy Sandera (ur. 3 września 1972 w Nowym Sączu) – polski kajakarz, olimpijczyk z Atlanty 1996, zawodnik Dunajca Nowy Sącz. Trener juniorów polski w kajakarstwie górskim.
Zawodnik specjalizujący się w konkurencji K-1. Ośmiokrotny mistrz Polski w kajakarstwie górskim. Na igrzyskach w Atlancie wystartował w konkurencji K-1 slalom zajmując 27. miejsce.